# Boonville (Missouri)
Boonville és una població dels Estats Units a l'estat de Missouri. Segons el cens del 2000 tenia 8.202 habitants.

## Fills il·lustres
- Julia Lee (1902-1958) pianista, cantant i compositora de Jazz.

## Demografia
Segons el cens del 2000, Boonville tenia 8.202 habitants, 2.667 habitatges, i 1.696 famílies. La densitat de població era de 459,6 habitants per km².
Dels 2.667 habitatges en un 30,2% hi vivien nens de menys de 18 anys, en un 48,5% hi vivien parelles casades, en un 11,8% dones solteres, i en un 36,4% no eren unitats familiars. En el 31,2% dels habitatges hi vivien persones soles el 15,9% de les quals corresponia a persones de 65 anys o més que vivien soles. El nombre mitjà de persones vivint en cada habitatge era de 2,33 i el nombre mitjà de persones que vivien en cada família era de 2,93.
Per edats la població es repartia de la següent manera: un 19,6% tenia menys de 18 anys, un 20,8% entre 18 i 24, un 27,4% entre 25 i 44, un 16,7% de 45 a 60 i un 15,4% 65 anys o més.
L'edat mediana era de 30 anys. Per cada 100 dones de 18 o més anys hi havia 146 homes.
La renda mediana per habitatge era de 33.440 $ i la renda mediana per família de 40.294 $. Els homes tenien una renda mediana de 28.498 $ mentre que les dones 20.739 $. La renda per capita de la població era de 14.854 $. Entorn del 9,5% de les famílies i l'11,3% de la població estaven per davall del llindar de pobresa.

## Poblacions més properes
El següent diagrama mostra les poblacions més properes.